# 盈利時
盈利時控股有限公司，簡稱盈利時控股，以及盈利時（英語：WINOX HOLDINGS LIMITED，港交所：6838），在1999年，由姚漢明（董事會主席及總裁）創立名為「盈利時企業有限公司」。
主要業務在中國內地經營生產及銷售各類金屬產品，包括精鋼錶帶、時尚飾物、外殼及配飾。而招股價為1.87港元至2.87港元之間，發行股份為1.25億股，而集資額為1.99億港元，而股份則在2011年7月20日於香港交易所主板上市。
總部位於香港干諾道中148號粵海投資大廈18樓。

## 外部連結
- Winox.com （页面存档备份，存于）